# 朱均
朱均（1932年8月—），男，江苏靖江人，中国机械学家，曾任西安交通大学机械工程学院院长、教授、博士生导师。